# Odd Børre
Odd Børre Sørensen, conocido simplemente como Odd Børre, (Harstad, 9 de agosto de 1939-28 de enero de 2023) fue un cantante de pop noruego. 

## Carrera
Entre 1962-1970 cantó en la Kjell Karlsen's Orchestra lanzando sencillos durante ese período. 

## Festival de Eurovisión
En 1964 intentó por primera vez representar a Noruega en el Festival de Eurovisión con la canción «La meg være ung», pero quedó tercero de cinco participantes.
En 1968, consiguió representar a Noruega, tras la descalificación de la canción selección, «Jeg har aldri vært så glad i noen som deg», acusada de ser un plagio del tema de Cliff Richard "Summer Holiday". Participó en el Festival de la Canción de Eurovisión 1968 con la canción «Stress».  Aunque retirado profesionalmente en 1970, intentó de nuevo en 1971 y en 1977 volver al Festival de Eurovisión.

## Carrera posterior
En 1970, dos años después de su actuación en el Festival de Eurovisión, se retiró profesionalmente de su carrera como cantante, convirtiéndose en agente de seguros.
Tras la jubilación a principios de la década de 2000, Odd Børre formó un dúo con Kjell Karlsen y volvió a actuar.